# Naoufel Benabid
Pour les articles homonymes, voir Benabid.
Naoufel Benabid (en arabe : نوفل بن عبيد), né le 18 juillet 1987, est un nageur algérien.

## Carrière
Naoufel Benabid est médaillé d'or du 4 x 100 mètres nage libre et du 4 x 200 mètres nage libre, médaillé d'argent du 4 x 100 mètres quatre nages et médaillé de bronze du 100 et 200 mètres dos aux Championnats d'Afrique de natation 2006 à Dakar.
Aux Jeux africains de 2007 à Alger, il est médaillé d'argent du 4 x 100 mètres quatre nages.
Aux Championnats d'Afrique de natation 2010 à Casablanca, il est  médaillé d'argent du 4 x 100 mètres quatre nages et médaillé de bronze du 4 x 200 mètres nage libre.
Il est médaillé de bronze du 4 x 100 mètres nage libre aux  Championnats d'Afrique de natation 2012 à Nairobi.